# Susan Harris
Susan Harris, originalment Spivak (Mount Vernon, Nova York, 28 d'octubre de 1940) és una escriptora de comèdia televisiva i productora estatunidenca.
Harris va crear nombroses sèries de televisió: Fay (1975-76), Soap (1977-81, emesa en castellà amb el títol d'Enredo), Loves Me, Loves Me Not (1977), Benson (1979-86, sèrie derivada de Soap), It Takes Two (1982-83), The Golden Girls (1985-92, en castellà Las Chicas de Oro), Empty Nest (1988-95, derivada de The Golden Girls), Nurses (1991-94, derivada de Empty Nest), Good &amp; Evil (1991), The Golden Palace (1992-93, derivada de The Golden Girls) i The Secret Lives of Men (1998). També va escriure o coescriure tots els episodis de Soap. El seu espectacle amb més èxit econòmic va ser The Golden Girls. Harris es va casar amb el productor de televisió Paul Junger Witt el 18 de setembre de 1983, qui va coproduir tots els espectacles que va crear. Havia estat casada de 1965 a 1969 amb l'actor Berkeley Harris, i és la mare de l'autor Sam Harris. El primer guió que Harris va vendre va ser Then Came Bronson. A continuació, va escriure per a Love, American Style, All in the Family, The Partridge Family i l'adaptació televisiva de Barefoot in the Park, de Neil Simon. El seu episodi d'avortament per a la sèrie cinematogràfica Maude, protagonitzada per Bea Arthur, als anys 70, va guanyar el Premi Humanitas. Més tard treballaria amb Arthur en els anys vuitanta quan aquesta va interpretar un dels papers principals de The Golden Girls .
Harris va tenir els símptomes del síndrome de fatiga crònica, que va dificultar la seva participació en la producció de The Golden Girls. En un episodi d'aquell espectacle titulat "Malalt i Cansat" (1989), Harris va escriure algunes de les seves lluites a la trama argumental del personatge Dorothy (interpretada per Bea Arthur), diagnosticada amb síndrome de fatiga crònica. Més endavant Harris va tenir un problema suprarenal, però va escriure l'episodi com el seu guió de venjança per totes les persones que havien tingut una malaltia com aquesta".
Harris Va formar l'empresa de producció Witt/Thomas/Harris Produccions amb Paul Junger Witt i Tony Thomas. Va ser honrada amb el Premi del gemi d'escriptors Paddy Chayefsky el 2005 i inclosa a la Television Adademy Hall of Fame al 2011.